# Liste von Bibelverfilmungen
In der Geschichte der Literaturverfilmungen nimmt die Zahl der Bibelverfilmungen einen vorderen Platz ein.
Die Bibel, bzw. ausgewählte biblische Erzählungen, wurden schon oft auch durch Filme einem breiten Publikum zugänglich gemacht.
Eine Reihe von Filmen befassen sich mit Personen aus dem Tanach, der hebräischen Bibel des Judentums, bzw. aus dem Alten Testament des Christentums. Viele Verfilmungen zum Neuen Testament stellen das Leben Jesu von Nazaret bzw. Jesu Christi dar. Andere Filme benutzen die Zeit um das Leben Christi nur als Rahmen- oder Hintergrundhandlung, in welche dann die eigentliche Filmhandlung eingebettet ist, oder befassen sich erst mit der Zeit nach seinem Tod zu Beginn des Christentums. Wieder andere Filme versuchen eine satirische oder ironische Annäherung an das Thema. Manche Filme zu allen drei Varianten der Stoffbehandlung lösten heftige Kontroversen aus und stießen auf starke Kritik, vor allem wenn die Darstellung mit zeitgemäßen oder freizügigen Mitteln erfolgte.

## Altes Testament
- Geschichte der Arche Noah, Vereinigtes Königreich 1909, Regie: Arthur Melbourne-Cooper
- Eva, die Sünde, Österreich 1920, Regie: Jacob Fleck, Luise Fleck
- Salome, USA 1922, Charles Bryant
- Samson und Delila, Österreich 1922, Alexander Korda
- Sodom und Gomorrha, Österreich 1922, Michael Curtiz
- Die zehn Gebote, USA 1923 Cecil B. DeMille
- Die Sklavenkönigin, Österreich 1924, Michael Curtiz
- Die Arche Noah/Das Drama der Sintflut, USA 1928
- Die Zehn Gebote, USA 1939, Irving Pichel
- Samson und Delilah, USA 1949, Cecil B. DeMille
- David und Bathseba, USA 1951, Henry King
- Königin von Saba, Italien 1952, Pietro Francisci
- Adán y Eva, Mexiko 1956, Alberto Gout
- Die zehn Gebote, USA 1956, Cecil B. DeMille
- The Old Testament Scriptures, USA 1958, Regie: Eddie Dew
- David und Goliath, Italien 1959, Ferdinando Baldi und Richard Pottier
- Judith – Das Schwert der Rache, Italien 1959, Fernando Cerchio
- Salomon und die Königin von Saba, USA 1959, King Vidor
- Das Buch Ruth, USA 1960, Henry Koster
- Das Schwert von Persien, USA/Italien 1960, Raoul Walsh (Esther-Verfilmung)
- Giuseppe venduto dai fratelli, Italien 1960, Irving Rapper
- Sodom und Gomorrha, Italien/Frankreich 1962, Robert Aldrich und Sergio Leone
- Der Kampf der Makkabäer, Italien 1962, Gianfranco Parolini
- Die Arche Noah, Italien 1963, Marcello Baldi (entgegen dem deutschen Titel eine Verfilmung der Genesis bis zu den Erzvätergeschichten)
- Gideon und Samson, Italien 1964, Marcello Baldi und Francisco Perez Dolz
- Saul e David, Italien 1964, Marcello Baldi
- Die Bibel, USA 1966, John Huston
- El pecado de Adán y Eva, Mexiko 1969, Miguel Zacarías
- Salome, BR Deutschland 1971/88, Werner Schroeter
- The Story of Jacob and Joseph, USA/Israel/Griechenland 1974, Michael Cacoyannis
- Moses und Aaron, Österreich/Frankreich/BR Deutschland/Italien 1975, Danièle Huillet und Jean-Marie Straub (Schönberg-Opern-Verfilmung)
- Moses, Großbritannien/Italien 1975, Gianfranco De Bosio
- Shalom Pharao, Animation, BR Deutschland 1979
- Oh, Moses!, USA 1980, Gary Weis
- Samson und Delilah, USA 1984, Lee Philips
- König David, USA 1985, Bruce Beresford
- Der kleine Bibelfuchs, Italien/Japan 1992, Animeserie
- Die Bibel – Abraham, USA/Italien/Deutschland 1993, Maximilian Schell, Richard Harris, Barbara Hershey
- Die Bibel – Josef USA/Italien/Deutschland 1995, Ben Kingsley, Paul Mercurio, Martin Landau
- Die Bibel – Samson und Delila, USA/Italien/Deutschland 1996, Eric Thal, Elizabeth Hurley
- Testament: The Bible in Animation, Großbritannien 1996, Serie
- Die Bibel – David, USA/Italien/Deutschland 1997, Jonathan Pryce, Leonard Nimoy, Nathaniel Parker
- Die Bibel – Salomon, USA/Italien/Deutschland 1997, Ben Cross, Richard Dillane, Anouk Aimée
- Der Prinz von Ägypten, USA 1998, Zeichentrickfilm
- Die Bibel – Esther, USA/Italien/Deutschland 1999, Andreschka Großmann, Walter Niklaus, Jürgen Prochnow
- Arche Noah – Das größte Abenteuer der Menschheit, USA 1999, John Irvin
- Joseph – König der Träume, USA 2000, Zeichentrickfilm
- Am Anfang (2 Teile), USA 2000, Kevin Connor
- Die Zehn Gebote (2006), USA 2006, Robert Dornhelm
- Eine Nacht mit dem König, USA 2006 (mit Tiffany Dupont als Königin Ester)
- Die Zehn Gebote – Mose und das Geheimnis der steinernen Tafeln, USA 2007, Animationsfilm
- CHI RHO – Das Geheimnis, Deutschland 2010, Zeichentrickserie
- Die Bibel im Film – Altes Testament, 2012
- Noah, USA 2014, Darren Aronofsky
- Exodus: Götter und Könige, USA/Großbritannien 2014, Ridley Scott

## Neues Testament
- La vie et la passion de Jésus Christ, Frankreich 1903, Regie: Lucien Nonguet und Ferdinand Zecca
- La Vie du Christ, Frankreich 1906, Regie: Alice Guy-Blaché
- From the Manger to the Cross, USA 1912, Sidney Olcott
- Intoleranz (die zweite von vier Episoden), USA 1916, David Wark Griffith
- Blätter aus dem Buche Satans, Dänemark 1919, Regie: Carl Theodor Dreyer
- Galiläer, Deutschland 1921, Dimitri Buchowetzki
- I.N.R.I., Deutschland 1923, Robert Wiene
- König der Könige, USA 1927, Cecil B. DeMille
- Das Kreuz von Golgatha, Frankreich 1935, Julien Duvivier
- Jesús de Nazareth, Mexiko 1942, José Díaz Morales
- María Magdalena, pecadora de Magdala, Mexiko 1946, Miguel Contreras Torres
- Reina de reinas: La Virgen María, Mexiko 1946, Miguel Contreras Torres
- The Lawton story, USA 1949, William Beaudine
- Es war ein Mensch, BR Deutschland 1949/50, Curt Oertel (Dokumentarfilm)
- Das Leben Jesu, Frankreich 1952, Marcel Gibaud
- El mártir del calvario, Mexiko 1952, Miguel Morayta
- Der Weg nach Damaskus, Frankreich 1952, Max Glass
- The Living Bible, USA 1952, Regie: Eddie Dew
- Salome, USA 1953, William Dieterle
- Der Verräter des Herrn – Judas Ischariot, Spanien 1953, Rafael Gil
- Das Gewand, USA 1953
- Barabbas - Der Mann im Dunkel, Schweden 1953, Regie: Alf Sjöberg
- I Beheld His Glory, USA 1953, Regie: John T. Coyle
- Il figlio dell’uomo, Italien 1954, Regie: Virgilio Sabel
- Day of Triumph, USA 1954, Irving Pichel
- Maria Magdalena, Argentinien 1954, Carlos Hugo Christensen
- Tempel der Versuchung, USA 1955, Richard Thorpe (Der verlorene Sohn)
- Wine of Morning, USA 1955, Regie: Katherine Stenholm
- Der Weg des Herrn, USA 1956/57, Joseph Breen
- Acts of the Apostles: Stories from the Early Church, USA 1957
- Du bist Petrus, Frankreich 1958, Philippe Agostini (mit Dokumentaraufnahmen aus Palästina)
- Kreuz und Schwert, Italien 1958, Carlo Ludovico Bragaglia (Maria Magdalena)
- Der Fischer von Galiläa, USA 1959, Frank Borzage (Simon Petrus)
- Herodes – Blut über Jerusalem, Italien 1959, Viktor Tourjansky
- Der Weg des Herrn, Spanien 1959, Fernando Palacios
- König der Könige, USA 1960, Nicholas Ray
- Pontius Pilatus – Statthalter des Grauens, Italien/Frankreich 1961, Irving Rapper und Gian Paolo Callegari
- Barabbas, Italien/USA 1961, Richard Fleischer
- Give Us Barabbas!, USA/1961, Regie: George Schaefer
- Die größte Geschichte aller Zeiten, USA, 1963, George Stevens
- Das 1. Evangelium – Matthäus (Il Vangelo secondo Matteo), Italien 1964, Pier Paolo Pasolini
- El proceso de Cristo, Regir: Julio Bracho
- Die Geschichte der Apostel, Italien/Frankreich/Spanien/BR Deutschland 1968, Roberto Rossellini
- Jesús, nuestro Señor, Mexiko 1971, Miguel Zacarías
- Jesús, el niño Dios, Mexiko 1971, Miguel Zacarías
- Jesús, María y José, Mexiko 1972, Miguel Zacarías
- Salome, Italien 1972, Carmelo Bene
- Jesus Christ Superstar, USA 1973, Norman Jewison (Musical-Verfilmung)
- Godspell, USA 1973, David Greene (Musical-Verfilmung)
- Jesus von Nazareth, USA/Israel 1976, Michael Campus
- Der Messias, Frankreich/Italien 1976, Roberto Rossellini
- Jesus von Nazareth, Italien/Großbritannien 1977, Franco Zeffirelli
- Eines Tages in Galiläa, USA 1978, Bernard L. Kowalski
- Das Leben des Brian, GB 1979, Terry Jones
- Jesus, USA 1979, Peter Sykes und John Kirsh
- Mary and Joseph: A story of faith, USA 1979 (TV), Eric Till
- The New Media Bible: Book of Genesis, USA 1979
- Der Tag, an dem Christus starb, USA 1980 (TV), James Cellan Jones
- In Search of Historic Jesus, USA 1980, Henning Schellerup (trotz des Titels keine Dokumentation)
- Peter and Paul, USA 1981, Regie: Robert Day
- A.D. – Anno Domini, USA, GB 1985, Stuart Cooper
- Die Untersuchung, Italien 1986, Damiano Damiani
- Jesus – Der Film, BR Deutschland 1986, Michael Brynntrup und diverse Super-8-Filmer und -Gruppen
- Ein Kind mit Namen Jesus, Italien 1987, Franco Rossi
- Die letzte Versuchung Christi, USA 1988, Martin Scorsese
- Maria von Nazareth, Frankreich 1994, Jean Delannoy
- Verbotene Geschichten – Als Jesus unerwünscht war, Vereinigte Staaten 1995, Zeichentrickserie
- Die Bibel Live – Matthäus, Südafrika 1997, Regie: Regardt van den Bergh
- Die Bibel Live – Apostelgeschichte, Südafrika 1997, Regie: Regardt van den Bergh
- Das Osterwunder, Zeichentrickfilm, Großbritannien 1997, Regie: Jimmy T. Murakami
- Paul: The Emissary, USA 1997, Regie: Robert Marcarelli
- Maria – Die heilige Mutter Gottes, USA 1999, Kevin Connor
- Die Bibel – Jesus, USA/Italien/Deutschland 1999, Jeremy Sisto, Jacqueline Bisset. Armin Mueller-Stahl
- Stigmata, USA 1999, Rupert Wainwright
- Der Mann der 1000 Wunder, Großbritannien 1999, Stanislav Sokolov und Derek Hayes
- Die Bibel – Paulus, USA/Italien/Deutschland 2000, Johannes Brandrup, Barbora Bobuľová, Thomas Lockyer
- Die Bibel – Apokalypse, USA/Italien/Deutschland 2002, Richard Harris, Vittoria Belvedere, Benjamin Sadler
- Das Johannes-Evangelium, USA 2003, Philip Saville
- Das Licht der Welt, 2003, Jack T. Chick
- Die Passion Christi, USA 2004, Mel Gibson
- Judas und Jesus, USA 2004, Charles Robert Carner
- Petrus – Die wahre Geschichte, Italien 2005, Giulio Base
- Es begab sich aber zu der Zeit..., USA 2006, Catherine Hardwicke
- Löwe von Judah: Das Lamm das die Welt rettete, USA 2010, Deryck Broom, Roger Hawkins
- Apostel Petrus und das letzte Abendmahl, USA 2012, Gabriel Sabloff
- Ihr Name war Maria, Italien/Deutschland 2012, Giacomo Campiotti
- The Making of Jesus Christ, dokumentarisches Essay, Schweiz 2013, Luke Gasser
- Son of God, USA 2014, Christopher Spencer
- The Savior, palästinensisch-jordanisch-bulgarisch, 2014
- Der junge Messias, USA 2015, Cyrus Nowrasteh
- 40 Tage in der Wüste, USA 2015, Rodrigo García
- Auferstanden, USA 2016, Kevin Reynolds
- Maria Magdalena, USA 2018, Garth Davis
- Paulus, der Apostel Christi, USA 2018, Andrew Hyatt
- The First Temptation of Christ, Religionssatire, Brasilien 2019, Rodrigo van der Put
- The Chosen (Fernsehserie), USA 2019, Dallas Jenkins

## „Die Bibel“ der Kirch-Gruppe
Zwischen 1993 und 2002 wurde unter dem Titel „Die Bibel“ in einer Serie von 13 Fernsehfilmen versucht, für alle wichtigen Personen und Ereignisse der Bibel eine filmische Umsetzung zu finden. Dieses Projekt der Kirch-Gruppe wurde 2003 mit der Ausstrahlung des letzten Teils abgeschlossen; der Film Petrus – Die wahre Geschichte von 2005 schloss lose an die Reihe an. Die Serie wurde in insgesamt 67 Ländern ausgestrahlt. Die einzelnen Filme sind:
- Die Bibel – Genesis, 1994, Regie: Ermanno Olmi
- Die Bibel – Abraham, 1994, Joseph Sargent
- Die Bibel – Jakob, 1994, Peter Hall
- Die Bibel – Josef, 1995, Roger Young (der Film wurde mit einem Emmy ausgezeichnet)
- Die Bibel – Moses, 1996, Roger Young
- Die Bibel – Samson und Delila, 1996, Nicolas Roeg
- Die Bibel – David, 1997, Robert Markowitz
- Die Bibel – Salomon, 1997, Roger Young
- Die Bibel – Jeremia, 1998, Harry Winer
- Die Bibel – Esther, 1999, Raffaele Mertes
- Die Bibel – Jesus, 1999, Roger Young
- Die Bibel – Paulus, 2000, Roger Young
- Die Bibel – Apokalypse, 2002, Raffaele Mertes

2001 entstand unter der Regie von Raffaele Mertes die vierteilige Spin-off-Serie „Jesuslegenden“, die im deutschsprachigen Raum im ORF und in Bibel TV ausgestrahlt wurde. Diese Serie basiert jedoch nur zum Teil auf der Heiligen Schrift; die Drehbücher von Gareth Jones und Gianmario Pagano erweitern den Handlungsstrang deutlich.
- Joseph von Nazareth
- Maria Magdalena
- Judas
- Thomas

## „Die Bibel“-Serie des Senders History
2013 wurde mit Die Bibel eine zehnteilige Miniserie ausgestrahlt. Im Fokus stehen die wichtigsten Episoden der Bibel. Die Darstellung beginnt mit der Genesis und erstreckt sich bis hin zur Apostelgeschichte. In Deutschland wurde die Serie ab dem 17. April 2014 gezeigt. Als Auskopplung der Serie wurde 2014 der Film Son of God veröffentlicht.